# Les Cases d'Aragó
Les Cases d'Aragó és una caseria del terme municipal del Pont de Suert, a la comarca de l'Alta Ribagorça. Pertanyia a l'antic terme originari del Pont de Suert. És, de fet, un barri de la vila crescut a la dreta de la Noguera Ribagorçana.
Està situada a 837,8 m d'altitud a la riba dreta de la Noguera Ribagorçana, davant mateix del Pont de Suert, al costat d'una piscifactoria. Rep el nom de la brama popular, falsa, que ja és territori aragonès, el lloc on es troba. El cert és que just en aquell lloc, i també en el de Cellers, el terme municipal del Pont de Suert fa una entrada considerable a la dreta del riu.